# Ruskeasanta
Ruskeasanta  est un quartier du district de Tikkurila de Vantaa en Finlande,.

## Description
Situé au nord-ouest de Tikkurila., Ruskeasanta est entouré par les quartiers Simonkylä, Ilola, Koivuhaka et Lentokenttä.
Le quartier est principalement un quartier résidentiel, habité surtout par les familles avec enfants.
Les 320 emplois à Ruskeasanta sont la plupart dans le secteur des services. 
Les services du quartier comprennent une épicerie, un salon de coiffure, une pizzeria, un restaurant-pub et une station-service, ouverte 24h/24. 
Ruskeasanta a deux garderies, Misteli et Ristipuro.

## Paysage
Dans le terroir de la partie orientale de Ruskeasanta coule le ruisseau Kylmäoja le long de la frontière orientale de Ruskeasanta jusqu'à Koivuhaka. 
Le long du ruisseau, pousse un bois dont les espèces sont l'aulne glutineux, le charme, le tremble et le saule marsault. 
De nombreuses espèces d'oiseaux vivent dans le bois. 
Le terrain s'élève vers l'ouest, où se trouvent des colinnes. 
À l'extrémité ouest de Ruskeasanta, il y a aussi une plage de sable sec.
Ruskeasanta a abrité des fermes depuis plus de 200 ans. 
Sur la colline à la limite sud de Ruskeasanta se trouve encore la ferme de Vedabacka.
La construction résidentielle dans la région a commencé au XVIIIe siècle.
Le parc immobilier se compose principalement de maisons individuelles et de maisons mitoyennes.
Au centre de Ruskeasanta, il y a un petit immeuble appelé Ristipuro.

## Galerie

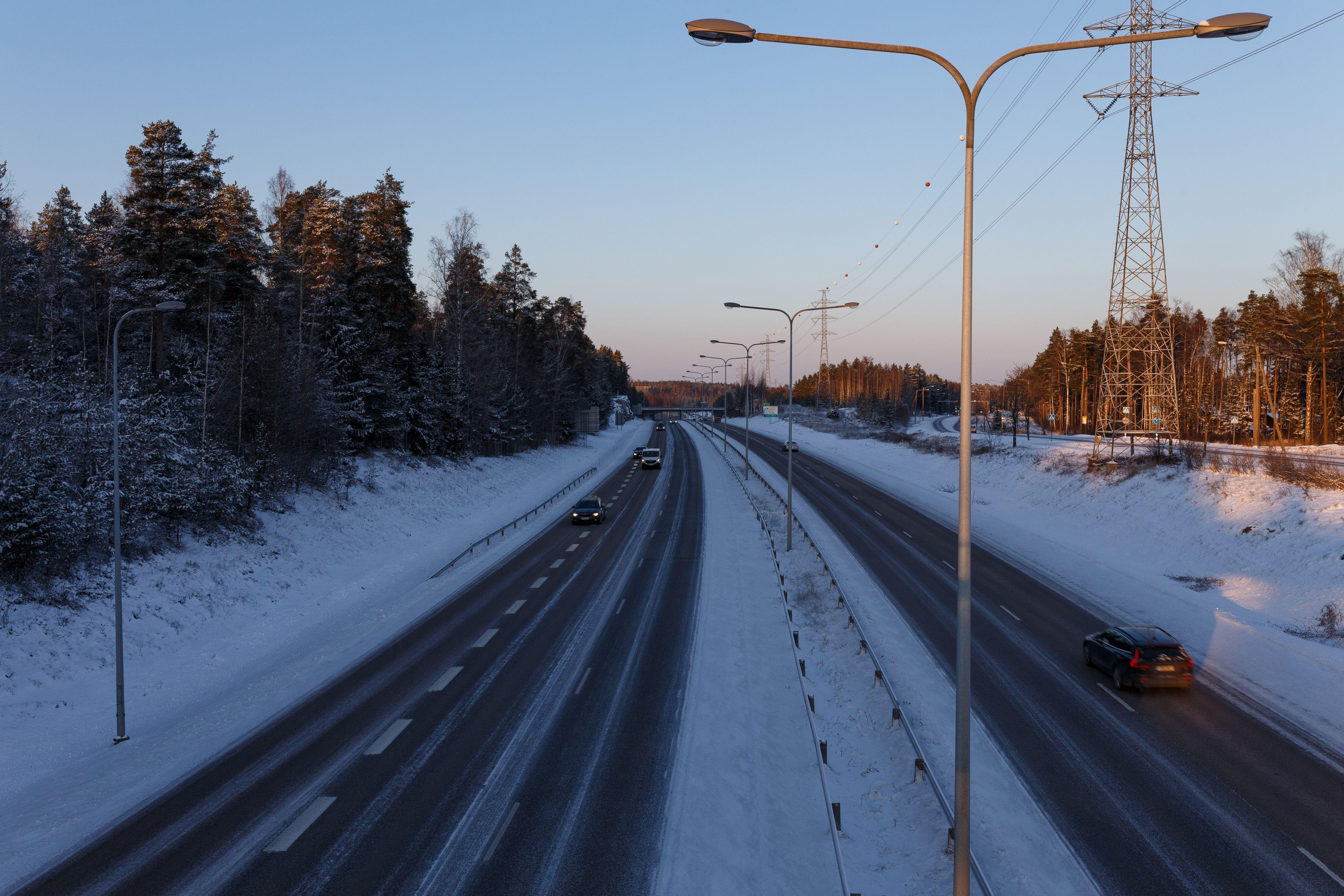
Tuusulanväylä à Ruskeasanta.
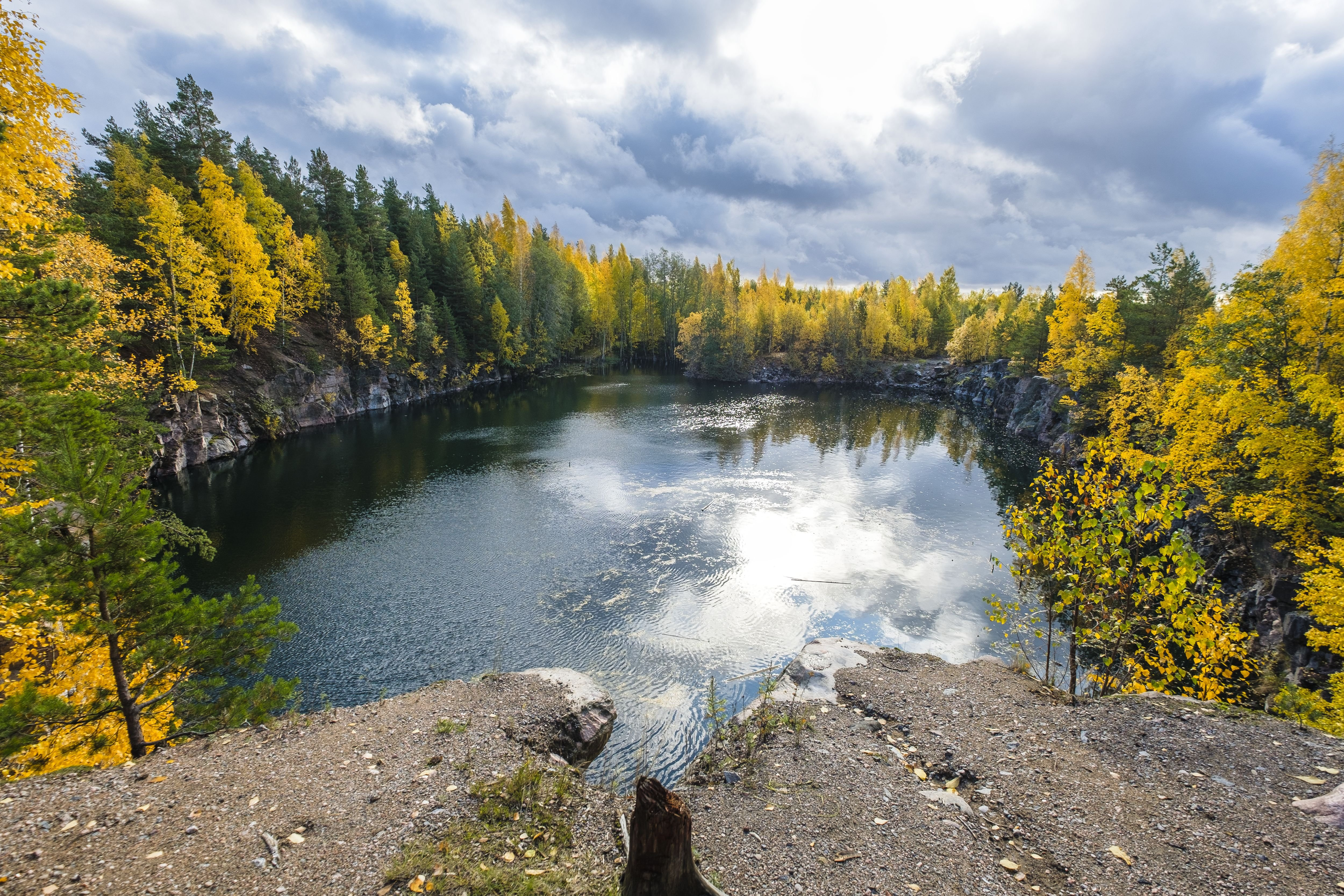
Carrière remplie d'eau.
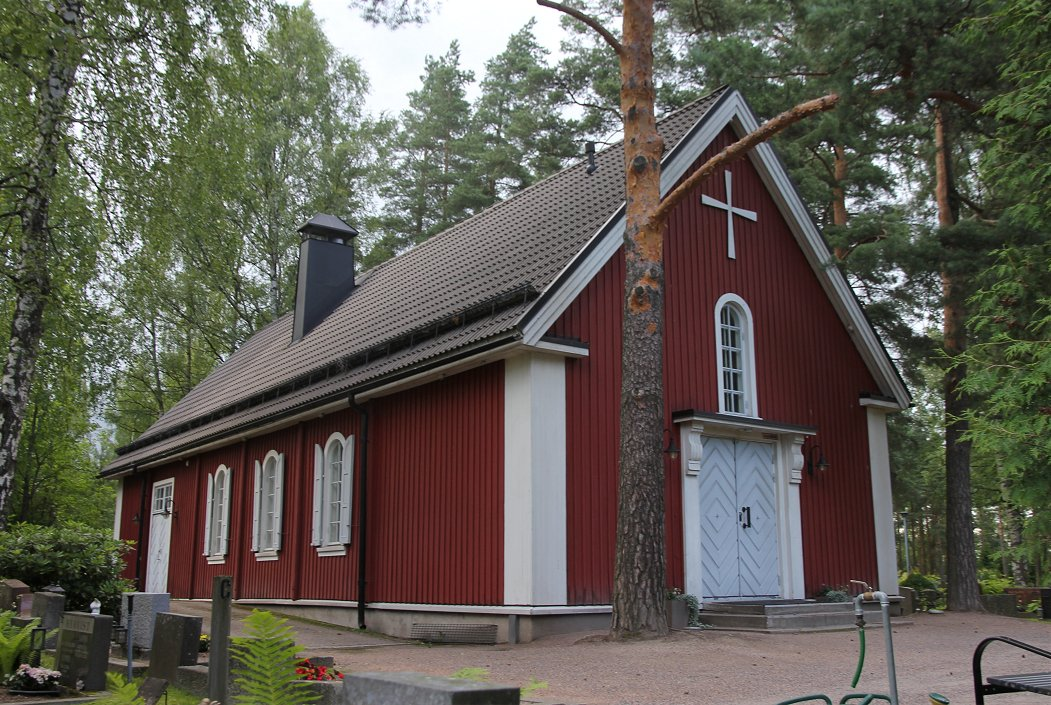
Chapelle Ruskeasanta due à Armas Lindgren.